# Boko Haram

Aplicação da Xaria na Nigéria, (conforme dados de 2008):
A Xaria não é aplicada
Aplicação parcial
Aplicação total

Boko Haram (em tradução literal: "a educação ocidental ou não-islâmica é um pecado", nas línguas faladas no Norte da Nigéria), oficialmente, em árabe: جماعة أهل السنة للدعوة والجهاد, translit. 'ǧamāʿat ahl as-sunna li-d-daʿwa wa-l-ǧihād', Jama'atu Ahlis Sunna Lidda'awati wal-Jihad ("Pessoas Dedicadas aos Ensinamentos do Profeta para Propagação e Jihad) é uma organização jihadista fundamentalista islâmica sunita, de métodos terroristas, que busca a imposição da Xaria no norte da Nigéria. Está também ativa no Chade e nos Camarões.
Fundado por Mohammed Yusuf em 2002, o grupo foi liderado por Abubakar Shekau desde 2009. Quando o Boko Haram se formou, suas ações foram não-violentas. O seu principal objectivo era "purificar o Islão no norte da Nigéria". A partir de Março de 2015, o grupo alinhou-se com o Estado Islâmico do Iraque e do Levante, adotando o nome de "Estado Islâmico na África Ocidental" ou "Província da África Ocidental do Estado Islâmico". Porém em agosto de 2016, Abubakar Shekau foi destituído pelo Estado Islâmico por "extremismo" e foi substituído por Abu Musab al-Barnawi, o que produziu uma divisão na organização. Shekau assumiu o comando de uma facção que retomou o nome original de seu grupo. Desde então, as duas facções entraram em conflito. O ano de 2016 foi marcado por violentos combates entre o Boko Haram e o Estado Islâmico na África Ocidental no sul do Lago Chade. Posteriormente, terminaram os confrontos sistemáticos, embora continuassem as disputas pontuais pelo controle da população no território.
Desde que a atual insurreição começou em 2009, Boko Haram já matou dezenas de milhares de pessoas e deslocou 2,3 milhões  das suas casas. Em 2015 foi considerado o grupo terrorista mais mortífero do mundo, de acordo com o Índice de Terrorismo Global. Alguns  críticos há muito que culpam a corrupção pelos fracassos dos militares, perguntando como o Boko Haram  consegue ter melhor armamento do que o exército nigeriano, apesar do substancial  orçamento anual de defesa.

## Ideologia
Oficialmente, o Boko Haram alega que luta pela xaria, bem como pelo combate à corrupção no governo, à falta de pudor das mulheres, à prostituição e outros vícios. Segundo eles, os culpados por esses males são os cristãos, a cultura ocidental e a tentativa de ensinar algo a mulheres e meninas. Segundo o Boko Haram, as meninas sequestradas começam uma vida nova como servas. "A escravidão é permitida na minha religião, e eu vou capturar pessoas e fazê-las escravas", declarou Abubakar Shekau, um líder do Boko Haram.
A Xaria tornou-se lei no Norte da Nigéria, região com população de maioria muçulmana. O sul, com maioria cristã, não quer a Xaria. O governo e a capital ficam no sul, mas, por causa das matanças, ameaças e o crescimento da população muçulmana, o número total dos muçulmanos pode ultrapassar o dos cristãos, e o Boko Haram exige a Xaria para o país inteiro.

## Financiamento
O  movimento, segundo várias fontes, financia-se através de raptos seguidos de exigência de resgate, envolvimento com os cartéis da droga, falsas organizações de caridade, venda de escravas, e extorsão. Em 2013, o Boko Haram raptou uma família de sete turistas franceses em férias nos Camarões, e dois meses depois libertou-os, juntamente com outras 16 pessoas, em troca de um resgate de mais de 3 milhões de dólares.
Alega-se que o Boko Haram se juntou a outros grupos criminosos na África na indústria da caça ilegal de rinocerontes e elefantes, de acordo com um relatório da Born Free USA, uma organização de conservação da vida selvagem.

## Atentados
O grupo terrorista tem como objetivo acabar com a democracia na Nigéria e promover a educação exclusivamente em escolas islâmicas. No dia 25 de dezembro de 2011, cerca de cinco ataques à bomba em várias cidades da Nigéria deixaram pelo menos 40 civis mortos e um policial ferido. O primeiro ataque aconteceu nos arredores da capital Abuja, o segundo na cidade de Jos, no centro do país, o terceiro na cidade de Gadaka, no nordeste, e os outros dois na cidade de Damaturu, no norte. Os alvos foram igrejas católicas durante a celebração da Missa do Galo após a Véspera de Natal.
Em 20 de setembro de 2013, militantes do grupo vestindo uniformes militares pararam o tráfego em uma estrada entre Maiduguri e Damaturu, arrastaram as pessoas para fora de seus veículos e as mataram.
Nove dias depois, em 29 de setembro de 2013, ao menos 50 pessoas morreram em um ataque contra uma universidade no nordeste da Nigéria, no Estado de Yobe.
Em 2014 a tamanho das ações militares e atentados supera o passado. Boko Haram opera com caminhões e carros blindados, cercando vilas cristãs que ainda existem no norte da Nigéria, matando a população inteira. Muitos conseguem fugir, e meninas novas são muitas vezes capturadas vivas, mas o número de mortos passou em várias ocasiões de 100, por exemplo em Izghe no estado Borno no 15 de fevereiro.
Vários ataques foram feitos a escolas de meninas, já que os membros do Boko Haram são veementemente contrários a ensinamentos quaisquer para meninas. Muitas garotas foram capturadas e levadas para serem estupradas pelos guerrilheiros islamitas. Às vezes são levadas para vilas muçulmanas e liberadas para toda a população muçulmana poder estuprá-las. Assim Boko Haram aumenta a sua popularidade. As meninas são estupradas com base à aya 33.50 do alcorão até aceitarem virar muçulmanas e casarem com um dos seus torturadores. As meninas, que se recusam ainda depois de umas quatro semanas, são liberadas, mas antes de saírem da casa é costume lixar o mamilo direito da vítima na soleira da porta até ele desaparecer. Às vezes também partes da genitália ou do peito são cortadas. O ataque mais comentado aconteceu no dia 15 de abril em Chibok, estado Borno, onde a população foi morta ou fugiu e mais de 200 meninas entre 7 e 15 anos, alunas de uma escola, em que as meninas também moram, foram capturadas e levadas pela milícia. No início as fontes falaram de 100 meninas, mas fontes da Nigéria recentes relatam um número de 234 meninas, que foram levadas em grupos pequenos a vários locais e a partir dos dias da Pascoa estupradas em massa.
Em resposta ao terror contra as meninas em escolas o governo fechou 85 escolas de meninas.
Um dia antes, no 14 de abril Boko Haram conseguiu também seu maior atentado até então no sul da Nígéria, onde mora a maioria dos cristãos. Na cidade Abuja, capital da Nigéria, e matou 71 pessoas deixando centenas feridas.
A 3 de janeiro de 2015, o Boko Haram lançou diversos ataques em solo nigeriano, matando pelo menos 2 mil pessoas (o "Massacre de Baga"). O exército do país lançou várias operações para tentar prender ou matar os responsáveis e combates violentos acabaram sendo reportados.
No dia 05 de fevereiro de 2015, o Boko Haram invadiu uma aldeia ao Norte de Camarões. Mais de cem pessoas foram encontradas degoladas, dentro de suas casas e até em uma mesquita.
A Unicef, em dezembro de 2015, citou que em consequência do radicalismo do Boko Haram um milhão de crianças não puderam frequentar escolas e que mais de 2 000 escolas se encontram fechadas na Nigéria, Camarões, Chade e Níger.

## Conquistas

Região controlada pelo Boko Haram, no nordeste da Nigéria.

Os ganhos territoriais na maioria das vezes são oficialmente negados pelos militares da Nigéria, porém agências internacionais e fontes independentes mostram que o grupo já controla mais de vinte cidades nigerianas. Elas se concentram nos estados de Borno e Yobe no nordeste do país.
Em Borno, as cidades mais notáveis sob poder dos extremistas são Damboa, Gwoza, Gamboru Ngala, Banki, Bama e Chibok (onde havia sequestrado mais de 200 meninas). No estado de Yobe são Buni Yadi, Bokwari, Maza e sudeste de Jiri.
"A cidade de Bama está sob nosso controle" Declarou um suposto porta-voz, chamado Abu Zinnira. Ele fez o comentário no início de setembro por meio de uma declaração de áudio obtida por repórteres locais.
Em fevereiro de 2015 o exército nigeriano retomou Monguno causando pesadas perdas aos extremistas, o que foi confirmado por fontes independentes.
Em maio de 2021, em meio a disputas por influência dentro do grupo, o líder do Boko Haram, Abubakar Shekau, acabou morrendo. Segundo fontes jornalísticas locais, ele teria se suicidado durante um encontro com um representante da organização Estado Islâmico da Província da África Ocidental. Abu Musab al-Barnawi, ligado ao Estado Islâmico, assumiu então formalmente o comando do Boko Haram.